# Урдин циркус
Урдиният циркус е един от най-обширните и добре развити циркуси в Рила, разположен в северозападната ѝ част. Местоположението на циркуса го прави труднодостъпен за туристите. Урдиният циркус е обграден от върховете Ушите, Мальовица, Голям Мраморец, Малък Мраморец, Додов връх, Дамга и от хребета Зелени рид. Отворен е на североизток. Етажиран е, до отделните нива се достига по малки овчарски пътеки, а пътеката по долината на Урдина река е най-пряката връзка между село Говедарци и хижа Иван Вазов. 
В югозападната част на Урдиния циркус се намират Урдините езера – шест постоянни и няколко съвсем плитки езерца-локви, които пресъхват през лятото. Потоците, които изтичат от тях, образуват Урдината река, която се влива в Искър.
Няколко къси хребета, които се спускат от Главното Мальовишко било, разделят Урдиния циркус на четири части. В източната безезерна част протича Мала Урдина река – изворната ѝ зона е на една обширна, напоена с вода торфена заравненост. Реката е десен приток на Урдината река.